# Heinrich Beppler
Heinrich Ludwig Beppler (Bepler) (* 1835 in Hochelheim (?); † nach 1892) war ein deutscher Postagent und Politiker.

## Leben
Beppler war der Sohn von Martin Beppler und dessen Ehefrau Maria Katharina geborene Lanz. Er war evangelisch und heiratete am 8. November 1855 in Niederkleen Katharina Zörb (* 12. September 1834 in Niederkleen; † 28. November 1892 ebenda). Beppler lebte als Postagent und Grundbesitzer in Niederkleen.
Er war spätestens ab 1865 Erster Beigeordneter der Bürgermeisterei Lützellinden. 1883 wurde er für den Stand der Landgemeinden und den Wahlkreis Altenkirchen, Wetzlar in den Provinziallandtag der Rheinprovinz gewählt. Auch nach der Änderung der Wahlrechtes 1888 blieb er bis 1901 Abgeordneter im Provinziallandtag, diesmal gewählt vom Kreistag im Landkreis Wetzlar. Nach seinem Rücktritt als Abgeordneter wurde Landrat Wilhelm Sartorius an seiner Stelle gewählt.